# Rutela howdeni
Rutela howdeni är en skalbaggsart som beskrevs av Jameson 1997. Rutela howdeni ingår i släktet Rutela och familjen Rutelidae. Inga underarter finns listade i Catalogue of Life.